# Линия Гиндза (Tokyo Metro)
Линия Гиндза (яп. 銀座線 Гиндза-сэн) — одна из линий Токийского метрополитена, относится к сети Tokyo Metro.
Полное название — Линия 3: Гиндза (яп. 3号線銀座線 сангосэн гиндза-сэн). Протяжённость составляет 14,3 км. Линия обслуживает следующие районы Токио: Сибуя, Минато, Тюо, Тиёда и Тайто.  В 2018 году была завершена установка автоматических платформенных ворот на всех станциях линии.
На картах, схемах и дорожных указателях линия изображена оранжевым цветом, а её станции отмечены значком .

## История
История линии начинается с планов бизнесмена по имени Норицугу Хаякава (яп. 早川徳次 Хаякава Норицугу), посетившего Лондон в 1914 году, где он осмотрел Лондонский метрополитен и пришёл к выводу, что Токио нуждается в собственной подземке. В 1920 году он основал компанию Tokyo Underground Railway (яп. 東京地下鉄道 то:кё: тикатэцудо:), а в 1925 приступил к строительству.
Первая очередь от вокзала Уэно до станции Асакуса была готова к 30 декабря 1927 г. и подана общественности как «первая подземка на Востоке». В то время линия была настолько популярна, что пассажирам часто приходилось ожидать более двух часов, лишь бы совершить пятиминутную поездку под землёй.
1 января 1930 года линия была продлена на 1,7 км до временной станции Мансэйбаси, закрытой уже 21 ноября 1931 года. В тот день подземку достроили до станции Канда, расположенной на 500 метров южнее. Великая депрессия снизила темпы строительства, но всё-таки к 21 июня 1934 г. линию довели до изначально планировавшейся конечной станции Симбаси .
В 1938 году компания Tōkyō Rapid Railway (яп. 東京高速鉄道 то:кё: ко:соку тэцудо:), подразделение предшественника нынешней Tokyu Corporation, открыла участок линии от станции Сибуя до станции Тораномон, позже продлённой до Симбаси (1939). В том же году две линии начали осуществлять сквозное движение поездов, формально объединившись под эгидой Teito Rapid Transit Authority (позднее «Eidan Subway» или «TRTA») в июле 1941 года.
Название «Линия Гиндза» впервые стало применяться в 1953 году, чтобы отличить её от более новой линии Маруноути. В связи с послевоенным экономическим бумом пассажиропоток на линии стремительно вырос. В 1980-х годах начала работу новая линия Хандзомон, дублирующая её, но, поскольку линия Гиндза обслуживает административные и коммерческие районы центра Токио, пассажиропоток продолжал расти. Согласно отчёту Toei за июнь 2009 года, линия Гиндза — седьмая по загруженности линия подземки в Токио; между станциями Акасака-Мицукэ и Тамэикэ-Санно поезда заполняются на 168 % вместимости.
Самая новая станция на линии, Тамэикэ-Санно, открыта в 1997 году и обеспечивает пересадку на новопостроенную линию Намбоку.

## Пересадки
| № | Пересадка на линию | Со станции | На станцию |
| - | ------------------ | ---------- | ---------- |
| 3 | Линия Гиндза       | Симбаси    | Симбаси    |

## Подвижной состав

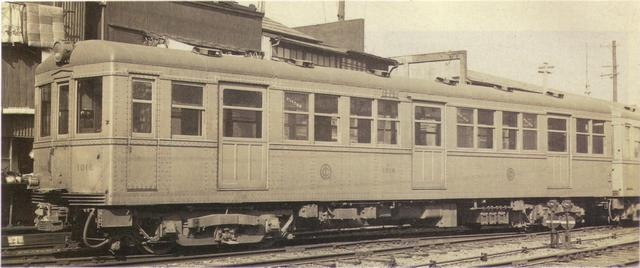
Один из оригинальных вагонов типа 1000, работавших на первой линии Уэно — Асакуса. Последние вагоны выведены из эксплуатации к 1968 году.

На линии Гиндза с весны 2012 года началось использование новых шестивагонных составов 1000 серии, развивающих скорость до 80 км/ч. Длина вагона — 16 м, ширина — 2,6 м, с каждой стороны расположено по 3 двери. Линии Гиндза и Маруноути используют нормальную ширину колеи (1435 мм), составы питаются от нижнего токосъёмник напряжением = 600 В. Остальные линии Tokyo Metro узкоколейные (1067 мм) и используют верхний токосъёмник с напряжением ~1500 В. С 2017 года на линии используются исключительно составы этой серии, в количестве 40 единиц.
Вагоны отстаиваются и проходят осмотр в ПТО Уэно (яп. 上野検車区 уэно кэнся ку), расположенном к северо-востоку от станции Уэно и имеющим пути как над землёй, так и под землёй. Вместимость ПТО — до 20 шестивагонных составов. Ремонты более сложного уровня проводятся в депо Накано линии Маруноути, для этого у станции Акасака-Мицуке существует соединительная ветвь.

### Исторический подвижной состав
- Серия 100   (1938—1968)
- Серия 1000  (1927—1968)
- Серия 1100  (1930—1968)
- Серия 1200  (1934—1986)
- Серия 1300  (1949—1986)
- Серия 1400  (1953—1985)
- Серия 1500  (1954—1986)
- Серия 1500N (1968—1993)
- Серия 1600  (1955—1986)
- Серия 1700  (1956—1986)
- Серия 1800  (1958—1986)
- Серия 1900  (1958—1987)
- Серия 2000  (1958—1993)
- Серия 01  (1984—2017)

## Движение поездов
Почти все поезда линии Гиндза следуют по всей линии от станции Асакуса до станции Сибуя. Исключение — два поезда, отправляющиеся ранним утром со станции Тораномон, и некоторые ночные поезда из Сибуи, оборачивающиеся на станции Уэно.
В будние дни интервал на линии составляет:
- Утренний пик — 2 мин.
- Вечерний пик — 2 мин 15 сек.
- День — 3 мин.

Первое отправление поездов: Сибуя и Асакуса — 05:01.
Последнее отправление поездов: Сибуя — 00:37, Асакуса — 00:39.

## Станции
Так как данная линия является самой старой из линии компании Tokyo Metro, станции расположены ближе к поверхности земли, чем станции линии построенных позже. Западная конечная станции линии Сибуя расположена на поверхности — на третьем этаже станционного комплекса.
| Номер Станции | Станция        | Японское название | Расстояние (км) | Расстояние (км) | Пересадки | Расположение |
| Номер Станции | Станция        | Японское название | Между станциями | Всего           | Пересадки | Расположение |
| ------------- | -------------- | ----------------- | --------------- | --------------- | --- | ------------ |
| G-01          | Сибуя          | 渋谷              | -               | 0.0             | Линия Хандзомон (N-01), Линия Фукутосин (F-16) Линия Яманотэ, Линия Сайкё, Линия Сёнан-Синдзюку Линия Дэнъэнтоси, Линия Тоёко Линия Инокасира                                                                                           | Сибуя        |
| G-02          | Омотэсандо     | 表参道            | 1.3             | 1.3             | Линия Тиёда (C-04), Линия Хандзомон (Z-02) | Минато       |
| G-03          | Гайэммаэ       | 外苑前            | 0.7             | 2.0             | | Минато       |
| G-04          | Аояма-Иттёмэ   | 青山一丁目        | 0.7             | 2.7             | Линия Хандзомон (Z-03) Линия Оэдо (E-24) | Минато       |
| G-05          | Акасака-Мицукэ | 赤坂見附          | 1.3             | 4.0             | Линия Маруноути (M-13), Линия Юракутё (Нагататё: Y-16), Линия Хандзомон (Нагататё: Z-04), Линия Намбоку (Нагататё: N-07) | Минато       |
| G-06          | Тамэикэ-Санно  | 溜池山王          | 0.9             | 4.9             | Линия Намбоку (N-06), Линия Маруноути (Коккай-Гидзидомаэ: M-14), Линия Тиёда (Коккай-Гидзидомаэ: C-07) | Тиёда        |
| G-07          | Тораномон      | 虎ノ門            | 0.6             | 5.5             | Линия Хибия (Тораномон-Хиллз: H-06) | Минато       |
| G-08          | Симбаси        | 新橋              | 0.8             | 6.3             | Линия Асакуса (A-10) Линия Яманотэ, Линия Кэйхин-Тохоку, Линия Токайдо, Линия Йокосука Линия Юрикамомэ | Минато       |
| G-09          | Гиндза         | 銀座              | 0.9             | 7.2             | Линия Хибия (H-08), Линия Маруноути (M-16) | Тюо          |
| G-10          | Кёбаси         | 京橋              | 0.7             | 7.9             | | Тюо          |
| G-11          | Нихонбаси      | 日本橋            | 0.7             | 8.6             | Линия Тодзай (Tokyo Metro) (T-10) Линия Асакуса (A-13) | Тюо          |
| G-12          | Мицукосимаэ    | 三越前            | 0.6             | 9.2             | Линия Хандзомон (Z-09) Линия Собу (Скорая) (Син-Нихонбаси) | Тюо          |
| G-13          | Канда          | 神田              | 0.7             | 9.9             | Линия Тюо (Скорая), Линия Кэйхин-Тохоку, Линия Яманотэ | Тиёда        |
| G-14          | Суэхиротё      | 末広町            | 1.1             | 11.0            | | Тиёда        |
| G-15          | Уэно-Хирокодзи | 上野広小路        | 0.6             | 11.6            | Линия Хибия (Нака-Окатимати: H-16) Линия Оэдо (Уэно-Окатимати: E-09) | Тайто        |
| G-16          | Уэно           | 上野              | 0.5             | 12.1            | Линия Хибия (H-17) Тохоку-синкансэн, Акита-синкансэн, Ямагата-синкансэн, Дзёэцу-синкансэн, Нагано-синкансэн, Линия Кэйхин-Тохоку, Линия Яманотэ, Линия Дзёбан, Линия Такасаки, Линия Тохоку (Линия Уцуномия) Линия Кэйсэй (Кэйсэй-Уэно) | Тайто        |
| G-17          | Инаритё        | 稲荷町            | 0.7             | 12.8            | | Тайто        |
| G-18          | Таварамати     | 田原町            | 0.7             | 13.5            | | Тайто        |
| G-19          | Асакуса        | 浅草              | 0.8             | 14.3            | Линия Асакуса (A-18) Линия Исэсаки | Тайто        |

### Комментарии
1. ↑  В текущей форме линия существует с 1939 года